# Eopachylus
Eopachylus is een geslacht van hooiwagens uit de familie Gonyleptidae.
De wetenschappelijke naam Eopachylus is voor het eerst geldig gepubliceerd door Mello-Leitão in 1931. 

## Soorten
Eopachylus omvat de volgende 2 soorten:
- Eopachylus ignotus
- Eopachylus illectus